# 이양구
이양구(李洋球, 1916년 10월 14일 ~ 1989년 10월 18일)는 동양그룹과 오리온그룹을 창립한 대한민국 실업가이다. 본관은 전주. 호(號)는 서남(瑞南)이다. 
함경남도 출신이다. 1942년 함흥식량영단에 근무하였으며, 1947년 단신 월남하여 서울에서 과자판매업을 시작, 동양식량공사를 설립하고 설탕과 밀가루 등의 전국적인 판매망을 구축하였다. 1951년 삼양물산공사를 설립하여 설탕·소맥분을 수입, 판매하던 중 1952년 국제시장 화재로 재산이 전소되었으나 이후 설탕 사업이 번창하였다. 1955년 이병철, 배동환과 동업으로 동양제당주식회사를 설립하고, 풍국제과의 경영에도 참여해 오리온그룹(옛 동양제과)의 기틀을 다졌다. 1957년 삼척시멘트를 인수하면서 시멘트 사업에 진출한 뒤 8차의 증설(생전 6차까지 진행)을 통해 현재 단일 공장 국내 최고의 생산량을 자랑하는 동양시멘트 삼척공장을 일구어냈다. 1983년 고혈압으로 와병에 들어가고 1989년 영면하기 전까지 사업보국(事業報國)의 일념으로 경영 일선에 적극 참여했으며 전후 한국 사회의 기틀을 마련하고 경제 발전에 기여한 점을 인정 받아 1987년 상공의 날에 은탑산업훈장을 수훈하고 영면 후 정부로부터 국민훈장 모란장을 추서 받았다.

## 생애

### 생애 초반
출생과 성장
이양구는 1916년 함경남도 함주군의 작은 농가에서 부친 이교흠(李敎欽) 씨와 모친 김성자(金成子) 씨의 차남으로 태어났다. 고향은 함흥에서 그리 멀지 않은 함경남도 삼평면 풍서리였다. 이양구는 부친이 25세의 젊은 나이에 병사하고, 백부가 벌인 한약방 사업이 실패한 탓에 가난한 환경에서 자랐다. 가난 때문에 학업을 이어가지 못하고 15세에 영신보통학교를 졸업한 뒤 일본인이 운영하는 식료품 도매상 ‘함흥물산’에 취직했다.
8년간 돈을 모은 이양구는 1938년 식품도매상인 ‘대양공사’를 설립했다. 이후 1947년 단신 월남한 뒤 ‘수형거래’로 불리는 외상거래제를 통해 과자를 판매하였다. 이는 남한에서 실시된 최초의 외상거래였다. 이양구는 새로운 거래방법으로 큰 부를 축적하였으나 전쟁으로 이를 모두 잃었다.
재기에 성공
이양구는 부산에서 설탕도매업을 기반으로 재기에 성공했다. 6.25전쟁이 일어나기 전인 1950년 6월 10일을 전후하여 한 회사와 설탕 40만 근 매입 계약을 맺었는데, 전쟁으로 인해 설탕이 일 년 가까이 지나 부산항에 들어왔다. 전쟁으로 인해 생필품 가격은 7~8배 올라있는 상황에서 계약 업체는 배송 지연에 대한 보상으로 계약한 물량에 대한 2배를 주겠다고 제안했다. 다른 계약자는 더 많은 배송을 요구했지만 서남은 업체의 2배 제안을 받아 들이고, 그동안 모은 자금으로 남은 20만 근의 설탕까지 모두 구입했다. 이로써 부산항에 하역된 설탕 100만 근이 모두 이양구의 것이 되었고, 이 사건으로 이양구는 부산과, 마산, 대구 등에서 ‘설탕왕’이라고 불리게 되었다.

### 기업 활동
제과업 진출
이양구는 “사회에 공헌할 수 있을 때 진정한 사업이라고 할 수 있다”는 신념으로, 우리나라 아이들에게도 과자다운 과자를, 가난한 집 아이들도 먹을 수 있는 과자를 만들고자 제과업에 진출했다. 설탕 도매업으로 벌어들인 돈을 경영난에 허덕이던 풍국제과를 인수하는 데 모두 투자했다. 풍국제과의 지분 50%에 해당하는 2억 환의 자본을 출자하여 풍국제과의 대표이사가 되었다.
시멘트사업 진출
1955년 이양구는 삼성그룹 창업주 이병철 씨, 풍국제과의 배동환 씨와 공동출자로 동양제당공업주식회사를 설립했다. 동양제당이 삼척시멘트를 인수하면서 이양구는 자연스럽게 시멘트 사업에 진출하게 됐다.
당시 삼척시멘트는 연간 생산 능력 8만 톤, 종업원 900여 명에 이르는 최고의 역사를 가진 회사였지만 연간 생산량은 5만 톤에 불과했다. 또한, 원조 물자와 값싼 외국 시멘트 수입으로 국내시멘트 공급이 넘쳐날 정도였다. 결국 동업자였던 이병철, 배동환 씨 등은 인수 6개월만에 자본금 1억 환이 잠식되고 1억 환에 이르는 적자 상태가 되자 자본 철수를 결정했다.
이양구는 ‘사업을 통해 국가를 일으킨다’는 사업보국(事業報國)의 이념을 실천하고자 삼척시멘트 단독 인수를 결정하고 1957년 6월 15일 동양시멘트(전 동양세멘트)로 사명을 변경했다.

### 사회 활동
대내외 활동
이양구는 1962년 한국경제인연합회를 창립하여 창립위원 및 이사로 취임하였다. 이듬해인 1963년 한국양회공업협회를 설립하여 초대 회장을 지냈으며, 1964년 한국경제인연합회 부회장에 피선되었다.
이양구는 학자들과 교유하며 그들의 학문과 지식을 수용하기도 했다. 특히 강원용 목사, 강영훈 전 총리, 백영훈 박사, 이동원 전 장관, 박익수 교수, 조동필 교수, 이태성 교수, 이어령 교수, 이기택 교수, 이영호 전 장관, 박정수 전 의원 등을 핵심으로 한 이른바 ‘이양구 학파’와 어울리며 “이 나라가 발전하기 위해서는 젊은 인재가 많이 나와야 한다”며 젊은 지식인을 후원했다.
사회 공헌
1959년에는 역사적 흉년으로 인해 전국적으로 굶어 죽고 배고픔에 허덕이는 농민의 이야기가 연일 신문지상에 오르내렸다. 당시 이양구는 삼척공장을 단독 인수하여 시설 보수, 증설 공사로 자금난에 시달리고, 미국개발차관기금인 DLF를 빌려 18만 톤 증설공사를 마치는 등 경제적 어려움을 겪었다. 그러나 농촌을 어려운 사정을 보살피고자 거금 천만 원을 헌납하였다. 이는 현재 가치로 환산하면 10억 원이 넘는 거액이었다. 당시 이양구가 쾌척한 돈은 농민구호자금으로 활용되어 밀가루와 생필품 구입에 쓰였으며, 전국 각지의 어려운 농가에 배급되었다고 한다.
1950년대 말 혁명정부는 삼척읍내를 관류하는 오십천(五十川)의 물길을 변경하는 하천부대공사를 동양시멘트에서 진행해 줄 것으로 요청했다. 잦은 수해를 방지하고 10만여 평의 주택용지와 농경지 및 공업 부지를 확보하기 위해 필요한 공사였으나 1억 8천만 원에 달하는 막대한 공사로 엄두를 내지 못하고 있던 상황이었다. 이양구는 정부의 요구에 부응하여 1962년 1월 26일 당시 삼척군수 김동석(金東石) 씨와 함께 공사시공계약을 체결, 2월부터 남산 절단공사에 들어갔다. 이 공사는 공공사업 성격이 짙었다. 공사에 동원된 인부는 삼척군수가 지정한 실업자 직업안정소를 통해 채용했으며, 이들의 거의 대다수가 구호대상자였다. 공사에 동원된 연 인원은 25만 5천 명에 가까웠다. 동양시멘트는 8년에 걸친 남산 절단공사로 생겨난 부지를 삼척시에 헌납했으며, 이때 만들어진 부지는 지금의 삼척 시가지가 형성되는 계기가 되었다.
1960년대 아직 사회적으로 기부에 대한 인식이 높지 않았던 시기에 이양구는 이미 기업가로서 사회적 책임을 인식하고 있었다. 1960년 배재고등학교 교사 신축을 위해 3천만 환을 기탁하고, 1960년 대 후반에는 1억 원을 이화여대에 기부하여 학교재정에 도움을 주기도 했다. 이러한 인재교육에 대한 이양구의 유지에 따라 1987년 동양그룹은 서남장학재단(현 오리온재단)을 설립하고 기업의 이익을 사회에 환원하고 있다.

## 약력
- 1916. 10. 14.	: 함경남도 함주군 삼평면 풍서리 58번지에서 이교흠 씨와 김성자 여사의 차남으로 출생.
- 1931		: 영신보통학교 졸업과 동시에 식품 도매상 함흥물산 입사
- 1938. 4.	: 식품 판매상인 대양공사 설립하여 독립
- 1947. 5. 17.	: 단신 월남. 서울에서 외상 거래제로 과자 판매 시작
- 1954. 5.	: 한국정당판매주식회사 설립하여 제일제당공업㈜의 설탕 독점 판매
- 1955. 5.	이병철, 배동환 씨와 동업으로 동양제당공업주식회사 설립
- 1956. 7.	동양제과공업주식회사 설립, 대표이사 사장에 취임
- 1957. 6. 15.	동양세멘트의 운영권과 소유권을 단독 인수하여 대표이사 사장에 취임
- 1959. 4.	동양세멘트 삼척공장 제1차 대보수 공사 완공. 삼척에 육경단 건립
- 1960. 9.	동양산업개발㈜ 설립
- 1962. 8.	한국경제인협회 창립 위원, 이사
- 1963. 12.	한국양회공업협회 창립, 초대 회장에 피임
- 1967. 1.	동양제과, 동양산업개발 대표이사 회장 취임, 동양종합공업주식회사 설립
- 1970. 7.	석탑산업훈장 수훈
- 1972. 1.	동양세멘트 대표이사 회장 취임
- 1981. 1.	동양제과 대표이사 사장 취임
- 1985. 6.	동양제과 대표이사 회장 취임
- 1987. 3.	제14회 상공의 날에 유공상공인으로 은탑산업훈장 수훈
- 1987. 6.	삼척시에 서남장학재단(瑞南奬學財團) 설립
- 1989. 10. 19.	정부에서 국민훈장 모란장 추서
- 1989. 10. 22.	동양시멘트 삼척공장에서 영결식. 육경단 인근 묘역에 안장

## 상훈
- 1970. 7. 20. 석탑산업훈장 수훈
- 1987. 3. 18. 은탑산업훈장 수훈
- 1989. 10. 19. 국민훈장 모란장 추서

## 저서
- <새벽의 사색>
- <제헌의 세계>
- <문제와 사색>